# VB 10
VB 10（グリーゼ752B、ファン・ビースブルック星）は、わし座の方向に、地球から約19光年離れた位置にある赤色矮星である。

## 概要
| 木星 | VB 10     |
| ---- | --------- |
| 木星 | Exoplanet |

VB 10は、M型のスペクトルタイプを持つ小さな赤色矮星である。質量は太陽の0.0779倍しかなく、木星と比べても81.6倍しかない。これは恒星と褐色矮星の境界部に相当する。これは発見当時、ウォルフ359の0.09M☉を下回る、最も軽い恒星であった。地球から約19光年という近い距離にあるにも関わらず、視等級は17.3しかない非常に暗い恒星である。
VB 10は、非常に大きな固有運動を持つ。この大きな固有運動のため、発見以前の乾板写真で撮影されていたにも関わらず、VB 10自身の暗さもあって存在が見逃されていた。
VB 10は閃光星であり、大規模なフレアを放出する。ハッブル宇宙望遠鏡は1990年代半ばに、普段は表面温度が2,600Kしかない冷たい恒星から、最大で10万℃に達する高温のフレアを観測している。VB 10は、グリーゼ752Aと重力的に結び付いた連星である。グリーゼ752Aも変光星であり、りゅう座BY型変光星であるが、グリーゼ752AはVB 10の6倍重い恒星である。VB 10とは約434au離れている。

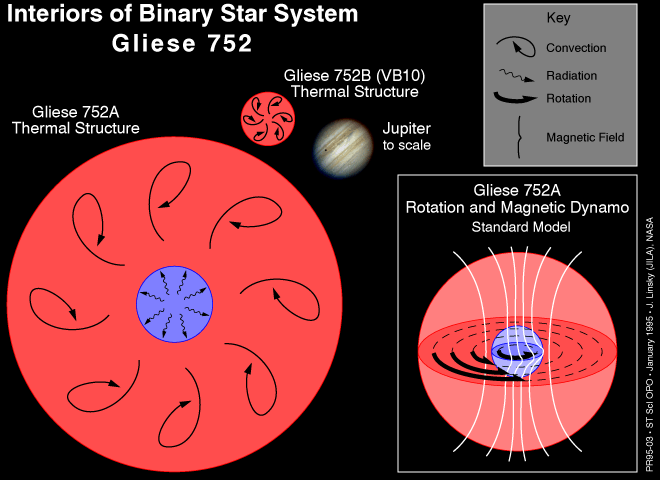
グリーゼ752AとB (VB 10) の大きさの比較と、内部のダイナモの図。

## 発見
VB 10は、マクドナルド天文台のオット・シュトルーベ反射望遠鏡を利用して、ジョージ・ファン・ビースブルックによって1944年に発見された。VB 10は、連星であるグリーゼ752Aの大きな固有運動の観測中に発見された。グリーゼ752Aは、マックス・ヴォルフによって25年前に同様の方法で「ウォルフ1055」としてカタログされていた。

## 名前
- VB 10[1]は、1961年にファン・ビースブルック星表に掲載された事による。
- グリーゼ752B[1]は、主星であるグリーゼ752Aの伴星であることに因む。
- わし座V1298星[1]はアルゲランダー記法による名前である。
- ファン・ビースブルック星[2]は、発見者のファン・ビースブルックに因み、後の時代の天文学者が付けている固有名である。

## 惑星の存在可能性
2009年5月28日、NASAのジェット推進研究所は、ヘール望遠鏡を使用して、VB 10に太陽系外惑星VB 10bを発見したと発表した。ヘール望遠鏡は、大気によるゆらぎを補正する補償光学装置を備えており、高い精度で恒星の位置を観測する事が出来る。その結果、VB 10に非常に小さなずれが観測された。この揺らぎは、3km離れた髪の毛1本分という非常に小さな揺らぎである。この揺らぎは、質量が木星の6.4倍、公転周期が271.6日である惑星によるものとされた。VB 10とVB 10bの質量差は12.8倍もの差があるのに対して、直径はほぼ同じとされた。VB 10bが実在するならば、位置天文学法によって発見された最初の太陽系外惑星である。しかし、その後ドップラー分光法による観測では、予測される程度のドップラー効果を検出する事は出来なかった。これは、この惑星の真の質量が、最初の観測値の半分以下、木星の3倍程度である可能性がある。いずれにしても、VB 10bの存在はまだ確定していない。
| 名称 （恒星に近い順） | 質量            | 軌道長半径 （天文単位） | 公転周期 (日)   | 軌道離心率 | 軌道傾斜角      | 半径 |
| --------------------- | --------------- | ----------------------- | --------------- | ---------- | --------------- | ---- |
| b (未確認)            | 6.4+2.6 −3.1 MJ | 0.360 +0.006 −0.016     | 271.56+3.0 −3.0 | < 0.98     | 96.9 +7.4 −1.8° | —    |